# アンザック級フリゲート
アンザック級フリゲート（アンザックきゅうフリゲート、英語: Anzac-class frigate）は、オーストラリア海軍とニュージーランド海軍が使用する汎用フリゲート。ドイツのMEKO 200型フリゲートの設計を採用しており、オーストラリア海軍向けに8隻、ニュージーランド海軍向けに2隻が建造された。建造単価は4億2000万ドル（ニュージーランド艦）。

## 来歴
オーストラリア海軍では、1960年代から1970年代初頭にかけて、イギリス海軍のロスシー級およびリアンダー級の準同型艦を国内で建造し、リバー級護衛駆逐艦として運用していた。これらは艦隊のワークホースとして活躍していたものの、老朽化に伴い、1980年代には更新が必要となった。当時、バトル級・デアリング級駆逐艦の更新用としてアデレード級（アメリカ海軍のオリバー・ハザード・ペリー級ミサイルフリゲートの準同型艦）の建造計画が進められており、1980年9月には、リバー級の更新用として6隻を追加建造する計画が発表されたものの、実際には1983年に2隻が追加発注されたのみとなった。
その後、1986年の報告書 (Dibb Report) および1987年の防衛白書で、哨戒フリゲートによる更新が提案された。これは既存のパース級駆逐艦（DDG）やアデレード級（FFG）よりも安価な二線級戦闘艦として位置付けられていたが、必要であれば一線級戦闘艦として改装できるものとされていた。この計画に対して、各国から12個の設計案が提出された。
一方、ニュージーランド海軍でも、1960年代から1970年代初頭にかけてロスシー級およびリアンダー級の同型艦2隻ずつをイギリスから輸入しており、この時期、オーストラリアと同様に更新が検討されていた。一度は新造を断念し、イギリス海軍を退役したリアンダー級2隻を取得したものの、これは弥縫策に過ぎないことは明らかだった。
このことから、両者の計画は合流することになり、1987年3月には覚書が取り交わされた。これを受けて、オーストラリア国防省に統合プロジェクトマネジメントチームが編成され、設計案の検討に着手した。10月には、候補はドイツのMEKO 200型とオランダのM級、イギリスの23型に絞り込まれており、同年末までに23型も脱落した。最終的にコスト面のメリットが評価されてMEKO 200型が選定され、1989年11月10日、AMECON社（後のテニックス社）とのあいだで建造契約が調印された。これによって建造されたのが本級である。ニュージーランドとの契約にはオプション2隻が含まれていたが、1997年11月、この追加発注は行わないことが決定され、ニュージーランド向けの建造は2隻で終了することとなった。

## 設計
上記の経緯により、本級はMEKO 200型フリゲートの設計を採用しており、特にポルトガル海軍向けのヴァスコ・ダ・ガマ級（MEKO 200 PN型）と近い設計となっている。これらの艦は、中央船楼型やV字型煙突、モジュール化などの基本設計は最初期のMEKO 200型と同様だが、ステルス性や抗堪性の向上を図った改良型とされている。安定化装置としてフィンスタビライザーが装備されている。なお2002年秋の検査で、前期建造艦4隻で船体やビルジキールに亀裂が発見され、強化工事が行われた。
当初計画では、ヴァスコ・ダ・ガマ級と同様にディーゼルエンジンとゼネラル・エレクトリック LM2500ガスタービンエンジン2基ずつによるCODOG方式の主機を搭載して最大速力31.75ノットとする予定だったが、コスト削減のため、右舷側のガスタービンエンジンは削除された。ディーゼルエンジンはMTU 12V1163 TB83（単機出力4,420馬力）が採用されており、両舷機のどちらでも両舷の推進器を駆動でき、18ノットを発揮できる。
燃料搭載量は他国のMEKO 200型より多い423トンとされ、航続距離の延伸が図られている。その他の消耗品の搭載量は、通常の糧食が29立方メートル、冷凍食品が26立方メートル、清水54トンとされている。
電源としては、MTU 8V396 TE54ディーゼルエンジンを原動機とするシーメンス社の発電機4セットが搭載されており、合計出力は2,480キロワットを確保した。電気方式は60ヘルツの交流、電圧は400ボルトで、配電盤2基が設置されている。

## 装備

### C4ISR

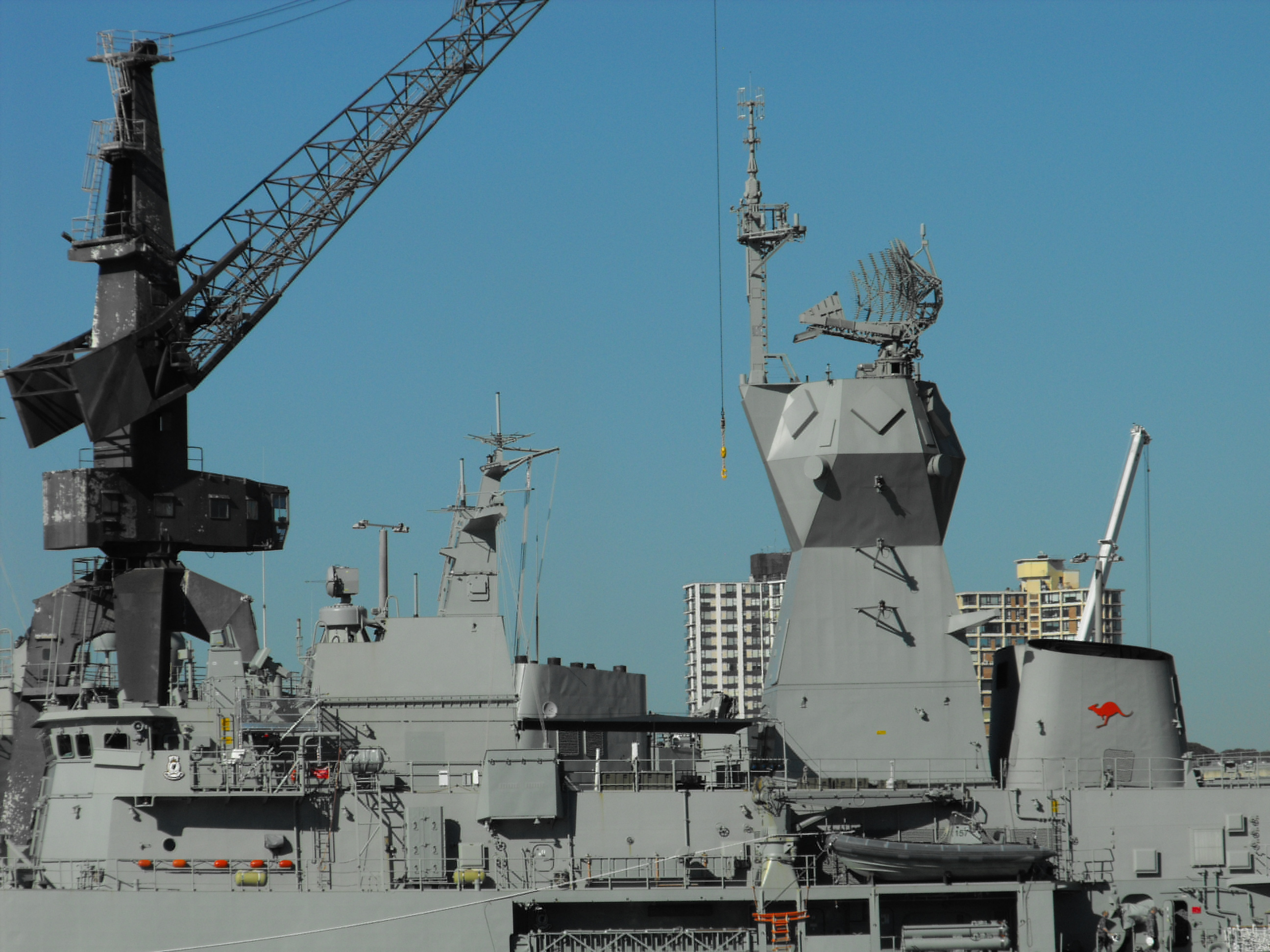
CEAFAR多機能レーダー

就役当初、戦術情報処理装置としてはサーブ 9LV 453 Mk.3、対空捜索用レーダーとしてはAN/SPS-49(V)8 ANZ、低空警戒・対水上捜索用レーダーとしてはシージラフ150HCが搭載されていた。
その後、オーストラリア海軍では、2010年より対艦ミサイル防御（ASMD）能力向上を主眼としたSEA 1448改修を発動し、2017年3月9日に全艦の改修が完了した。サーブ 9LV 453 Mk.3はMk.3Eにバージョンアップされたほか、CEAFAR多機能レーダーおよびCEA-MOUNT火器管制レーダーが搭載された。これに伴い、煙突直前のラティスマストのかわりに大形の塔状構造物が新設され、これらのレーダーのアクティブ・フェーズドアレイ・アンテナが設置された。従来のシージラフ150HCは撤去され、AN/SPS-49はこの塔状構造物の頂部に移設された。またこれとあわせて、ヴァンピールNG赤外線捜索追尾システムも搭載された。そして2018年からは、AMCAP（ANZAC Mid-life Capability Assurance Programme）改修が発動された。これはサーブ 9LVのソフトウェアの更新のほか、AN/SPS-49の撤去・CEAFAR2-L（CEAFARのLバンド版）への換装も含まれており、艦容は再び大きく変化することになった。
ソナーとしてはスフェリオン・ソナーをハル・ドームに収容して搭載した。なお本級搭載のモデルでは、TRDTモードを追加して音圧レベルを6 dB増強したほか、魚雷警戒装置とも連接されている。また2005年には、UMS-5424「ペトレル」機雷探知機も搭載された。

### 武器システム

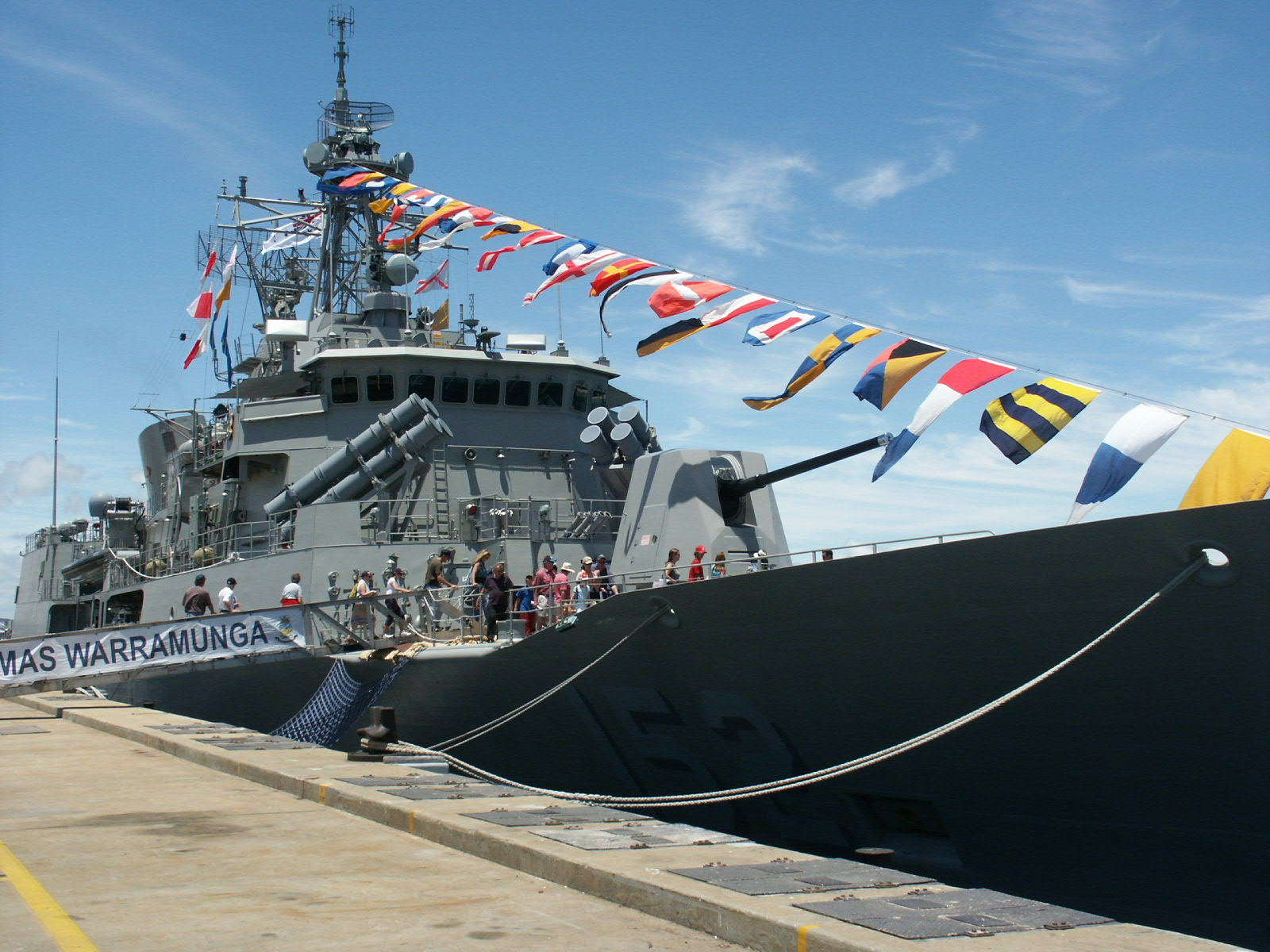
船楼前端にハープーン艦対艦ミサイルを搭載したFFH-152「ワラムンガ」

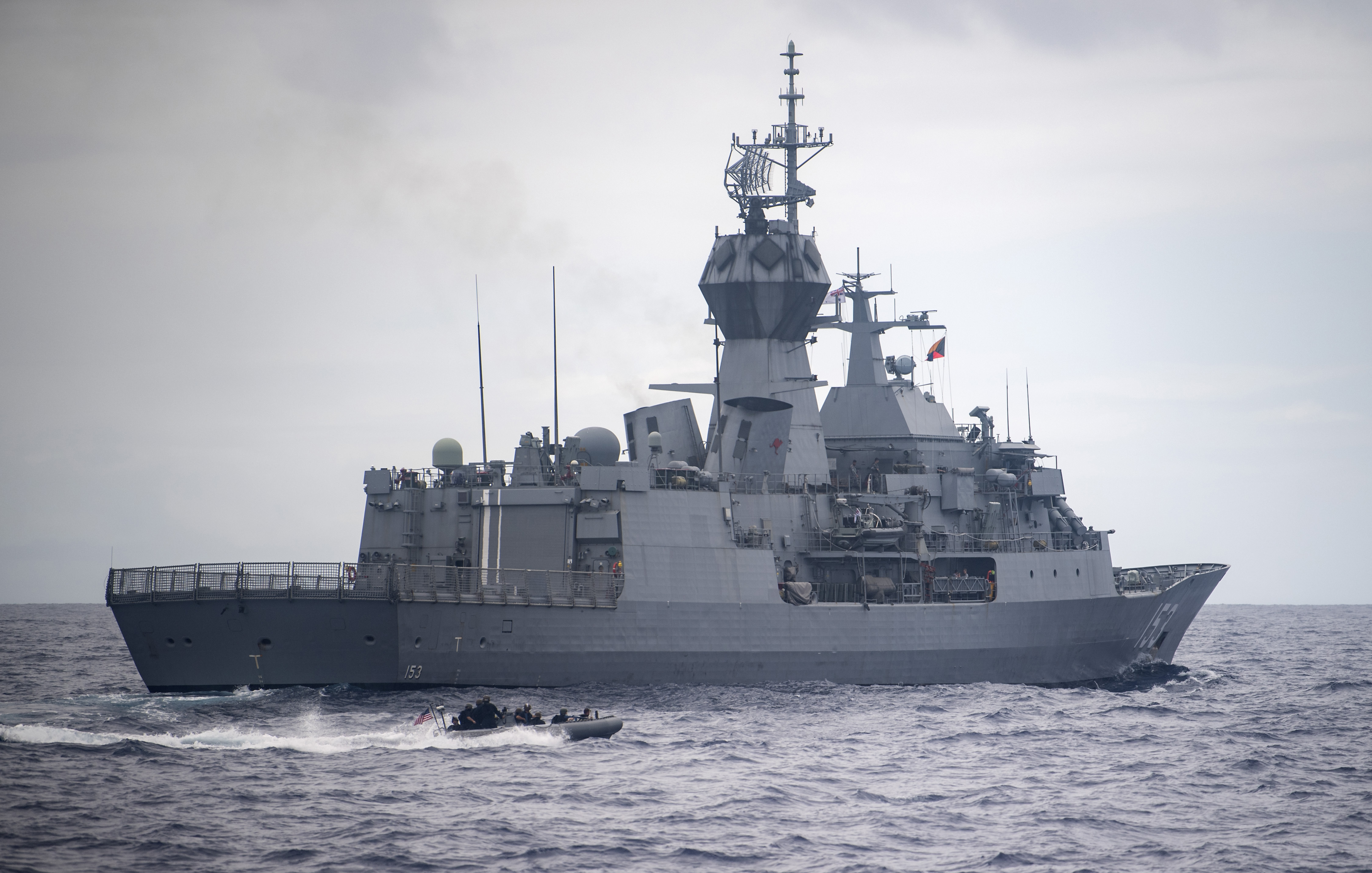
後方から見たFFH-153「スチュアート」

煙突直後の上部構造物内に16セルのMk.41 mod.5 VLS 1基が設置されており、更にもう1基を増設する余地も確保されている。ここに収容される艦対空ミサイルは、就役当初はシースパロー個艦防空ミサイルだったが、上記のSEA 1448改修に伴って、射程延伸・性能向上を図ったESSMに更新された。3番艦「ワラムンガ」は、現役軍艦としては世界で初めて同ミサイルを搭載した艦となった。なおこれに先行して、1990年代中盤には、SEA1443改修としてスタンダードミサイルの搭載が計画されたが、最終的に、予算面の問題で中止された。いっぽう、ニュージーランド海軍ではシーセプターミサイルを搭載する改修が実施されている。
艦砲としては、当初は62口径76mm単装速射砲（76mmコンパット砲）が予定されていたが、オーストラリア陸軍からの要請を受けて54口径127mm単装砲（Mk.45 mod.2 5インチ単装砲）に変更された。3・5番艦は新しいMk.45 mod.4と同じステルス化砲塔を搭載しているが、砲身は従来どおりの54口径長のままとされた。また艦砲と短SAMの管制に用いられる火器管制レーダーとしては、CEROS 200が1基のみ搭載されたが、2基目を搭載する余地も確保された。
ニュージーランド艦ではファランクス 20mm CIWS 1基が搭載されたほか、2011年には12.7mmタイフーンRWS 2基も追加装備された。一方、オーストラリア艦ではCIWSは省かれたものの、モジュール設計を生かして後日装備余地は確保されている。またタイフーンRWSも、海外展開時には追加装備される場合がある。
対潜兵器としては、艦中部両舷に324mm3連装短魚雷発射管（Mk.32 mod.5）を備えている。ここから発射される魚雷としてはMk.46が用いられていたが、オーストラリア艦では、2008年よりMU90が導入された。また就役当初は艦対艦ミサイルをもたなかったが、オーストラリア艦では、SEA 1348改修としてハープーンの搭載が開始されている。

### 艦載機
艦尾甲板はヘリコプター甲板、その直前の船楼後端部は格納庫とされている。オーストラリア艦では、インダル社の軽量版RAST（Recovery Assist, Secure and Traverse）着艦拘束・移送装置が装備されており、艦載機としては、S-70B-2シーホークLAMPSヘリコプターまたはエキュレイユ連絡ヘリコプターが搭載される。
一方、ニュージーランド艦では、ヘリコプター甲板にハープーン・グリッド着艦拘束装置が設置されているものの、機体移送装置はない。艦載機としてはSH-2G LAMPSヘリコプターが搭載される。

### 兵装・電装要目
|                   | テ・カハ級 · ニュージーランド海軍                       | アンザック級 · オーストラリア海軍                 | アンザック級 · オーストラリア海軍                 |
| 竣工時            | テ・カハ級 · ニュージーランド海軍                       | ASMD改修後                                        |                                                   |
| ----------------- | ------------------------------------------------------- | ------------------------------------------------- | ------------------------------------------------- |
| 兵装              | 54口径127mm単装砲×1基                                   | 54口径127mm単装砲×1基                             | 54口径127mm単装砲×1基                             |
| 兵装              | M2 12.7mm機関銃×複数                                    |                                                   |                                                   |
| 兵装              | ファランクス 20mm CIWS ×1基                             | －                                                | ハープーン SSM 4連装発射筒×2基                    |
| 兵装              | Mk.41 mod.5 VLS×1基 （8セル; シースパロー/ESSM短SAM用） |                                                   |                                                   |
| 兵装              | 324mm3連装短魚雷発射管 ×2基                             |                                                   |                                                   |
| 艦載機            | SH-2G LAMPSヘリコプター×1機                             | S-70B-2 LAMPSヘリコプター×1機                     | S-70B-2 LAMPSヘリコプター×1機                     |
| C4I               | セルシウステック・サーブ 9LV Mk.3戦術情報処理装置       | セルシウステック・サーブ 9LV Mk.3戦術情報処理装置 | セルシウステック・サーブ 9LV Mk.3戦術情報処理装置 |
| レーダー          | SPS-49(V)8 ANZ 対空捜索用                               | SPS-49(V)8 ANZ 対空捜索用                         | SPS-49(V)8 ANZ 対空捜索用                         |
| レーダー          | シージラフ150HC 低空警戒/対水上捜索用                   | シージラフ150HC 低空警戒/対水上捜索用             | CEAFAR 多機能用                                   |
| レーダー          | シージラフ150HC 低空警戒/対水上捜索用                   | シージラフ150HC 低空警戒/対水上捜索用             | CEA-MOUNT 火器管制用                              |
| レーダー          | CEROS 200 火器管制用×1                                  |                                                   |                                                   |
| レーダー          | エレクトロニック9600 ARPA 航法用                        |                                                   |                                                   |
| ソナー            | スフェリオン-B 船底装備式                               | スフェリオン-B 船底装備式                         | スフェリオン-B 船底装備式                         |
| 電子戦・ 対抗手段 | ラカル-ソーン セプター電波探知装置                      | ラカル-ソーン セプター電波探知装置                | ラカル-ソーン セプター電波探知装置                |
| 電子戦・ 対抗手段 | テレゴン-10短波方向探知機                               |                                                   |                                                   |
| 電子戦・ 対抗手段 | Mk.137 6連装デコイ発射機×4基                            | Mk.137 6連装デコイ発射機×4基                      | Mk.137 6連装デコイ発射機×2基                      |
| 電子戦・ 対抗手段 | Mk.137 6連装デコイ発射機×4基                            | Mk.137 6連装デコイ発射機×4基                      | NULKA連装発射機×2基                               |
| 電子戦・ 対抗手段 | AN/SLQ-25 対魚雷デコイ装置                              |                                                   |                                                   |

## 同型艦

### 一覧表
| 運用             | 艦番号  | 艦名                       | 起工            | 進水           | 就役            | 退役           | 母港・退役             |
| ---------------- | ------- | -------------------------- | --------------- | -------------- | --------------- | -------------- | ---------------------- |
| オーストラリア   | FFH-150 | アンザック HMAS Anzac      | 1993年 11月05日 | 1994年 9月16日 | 1996年 5月18日  | 2024年 5月18日 | 西方艦隊基地           |
| オーストラリア   | FFH-151 | アランタ HMAS Arunta       | 1995年 7月22日  | 1996年 6月28日 | 1998年 12月12日 | 2026年（予定） | 西方艦隊基地           |
| オーストラリア   | FFH-152 | ワラムンガ HMAS Warramunga | 1997年 7月26日  | 1998年 5月23日 | 2001年 3月28日  |                | 西方艦隊基地           |
| オーストラリア   | FFH-153 | スチュアート HMAS Stuart   | 1998年 7月25日  | 1999年 4月17日 | 2002年 8月17日  |                | 東方艦隊基地           |
| オーストラリア   | FFH-154 | パラマッタ HMAS Parramatta | 1999年 6月04日  | 2000年 6月17日 | 2003年 10月04日 |                | 東方艦隊基地           |
| オーストラリア   | FFH-155 | バララット HMAS Ballarat   | 2000年 8月04日  | 2002年 5月25日 | 2004年 6月26日  |                | 東方艦隊基地           |
| オーストラリア   | FFH-156 | トゥーンバ HMAS Toowoomba  | 2002年 7月26日  | 2003年 5月16日 | 2005年 10月08日 |                | 西方艦隊基地           |
| オーストラリア   | FFH-157 | パース HMAS Perth          | 2003年 7月24日  | 2004年 3月20日 | 2006年 8月26日  |                | 西方艦隊基地           |
| ニュージーランド | F77     | テ・カハ HMNZS Te Kaha     | 1994年 9月19日  | 1995年 7月22日 | 1997年 7月26日  |                | デヴォンポート海軍基地 |
| ニュージーランド | F111    | テ・マナ HMNZS Te Mana     | 1996年 6月28日  | 1997年 5月10日 | 1999年 12月10日 |                | デヴォンポート海軍基地 |

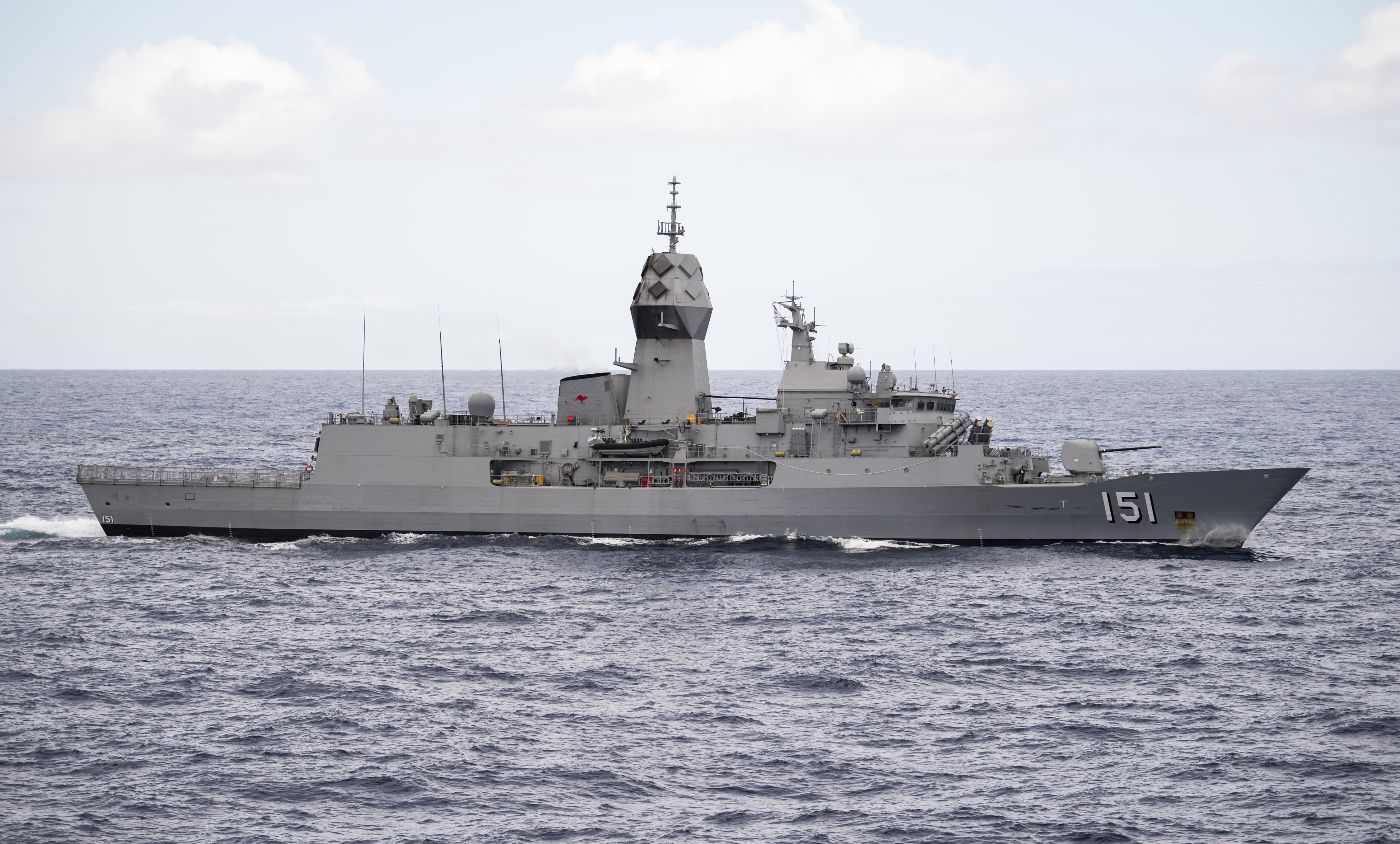
FFH-151「アランタ」
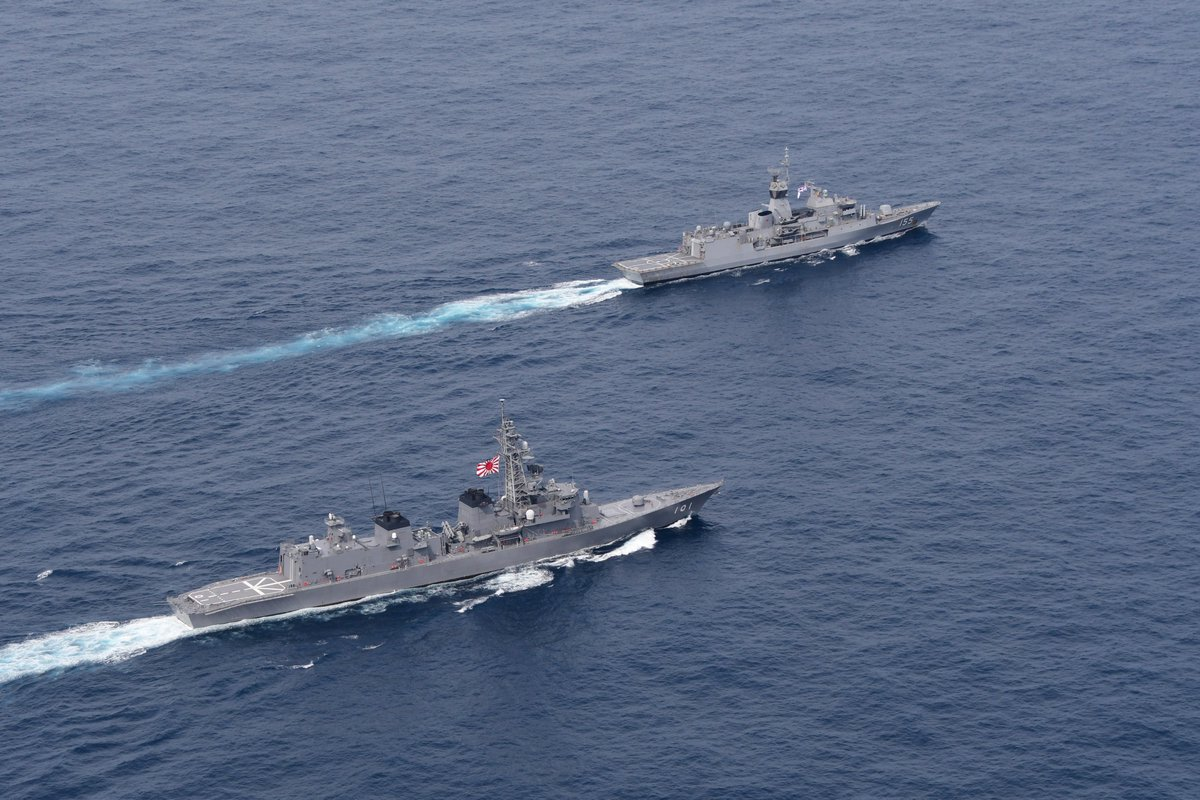
日豪共同訓練を実施中の護衛艦「むらさめ」とFFH-155「バララット」
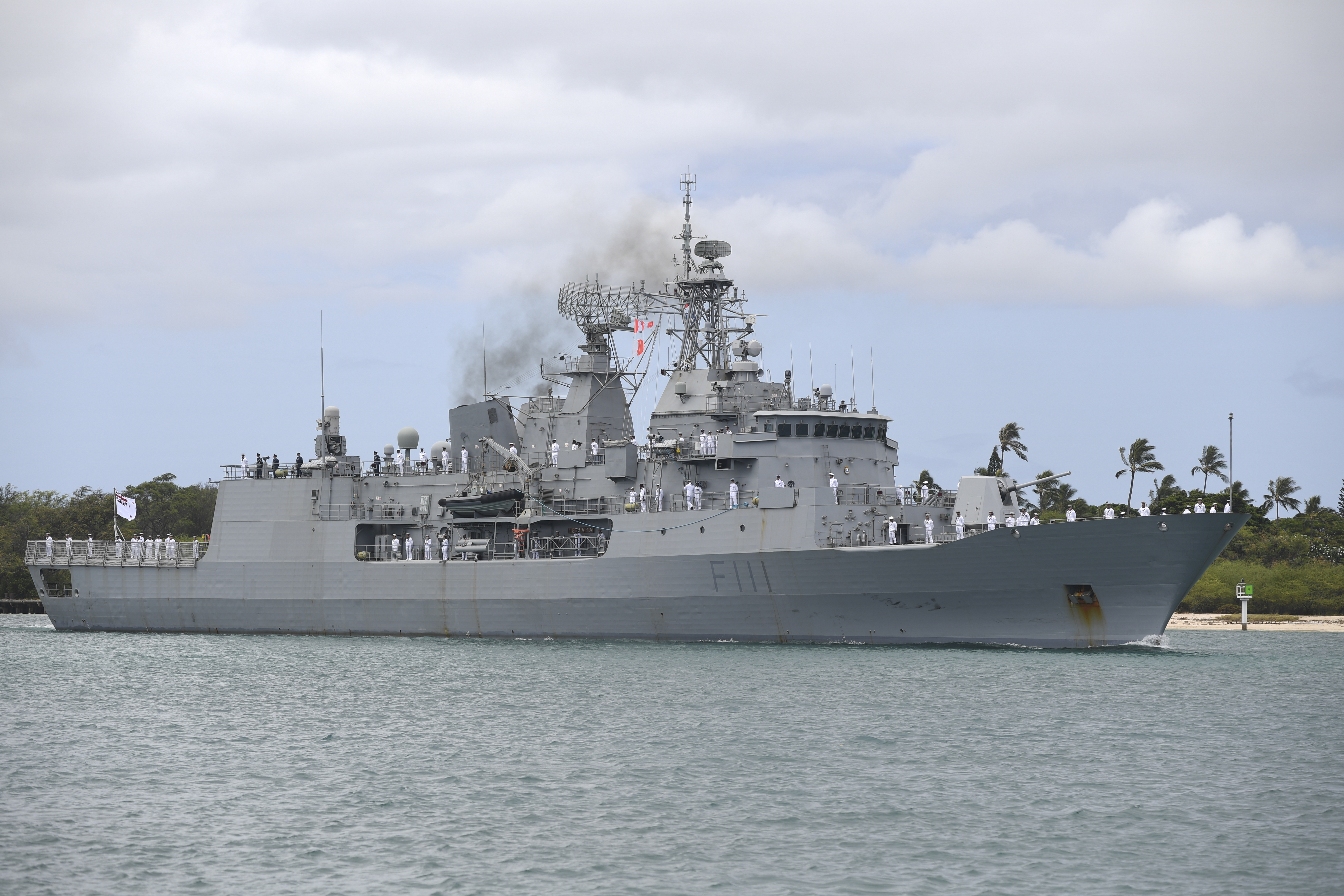
F111「テ・マナ」

### 運用史
2018年から、アンザック級フリゲート艦は、ヘンダーソンにあるオーストラリア・マリン・コンプレックスのドックで、中期能力保証プログラム（AMCAP）の近代化改修が実施された。アルンタは2019年、アンザックとワラマンガは2020年に、それぞれ改修を完了した。
2020年7月、オーストラリア海軍のアンザック級は「プロジェクト・シー1408フェーズ2」と呼ばれるソナー能力向上改修を概ね完了したと発表された。就役当初から搭載していたスフェリオンBの一部を残しつつ、シグナル処理機能が更新されている。
2020年、「バララット」はシーベル・カムコプターS100回転翼式UAVを搭載した。有用性の確認のための艦上試験が目的とみられている。

## 後継艦
2024年2月、豪政府は、アンザック級の維持運用経費を削減し、ハンター級建造計画の資金を確保するため、本級1番艦を2024年に退役、2番艦を2026年に退役させるとともに、残る同型艦の近代化改修も打ち切ることを発表した。同時に、本級後継艦として汎用フリゲート11隻の取得を発表した。検討候補には日本のもがみ型護衛艦（後にもがみ型の能力向上型である新型FFMへ変更）、ドイツのMEKO A-200型フリゲート、スペインのAlfa3000、韓国の大邱級フリゲートBatchIIもしくはBatchIIIが入っている。同年5月18日、1番艦「アンザック」が退役した。
同年11月7日、豪メディアは、同国国家安全保障委員会が韓国とスペインの艦艇を候補から除外し、日本とドイツに絞り込んだと報じた。選定は2025年中に行われる。新型艦の最初の3隻は海外で建造され、1番艦は2030年に就役、残りの8隻は同国パースで建造される計画。総額は111億豪ドル（約1兆1300億円）を見込む。
2025年8月4日、オーストラリア政府はもがみ型の能力向上型である新型FFMを採用すると発表した。